# Espino de la Orbada
Espino de la Orbada – gmina w Hiszpanii, w prowincji Salamanka, w Kastylii i León, o powierzchni 23,45 km². W 2011 roku gmina liczyła 286 mieszkańców.